# 니우에의 국기

니우에의 국기 비율 7:4

니우에의 국기는 1975년에 제정되었다. 노란색 바탕에 왼쪽 상단에는 영국의 국기가 그려져 있는데, 영국의 국기 위에는 마름모 모양을 만든 네 개의 노란색 별이 그려져 있으며, 국기 가운데에는 파란색 원 안에 노란색 별이 그려져 있다.
노란색은 뉴질랜드와 니우에의 친밀함과 우애를 의미한다. 네 개의 별은 뉴질랜드의 국기에 그려져 있는 남십자자리 디자인을 바탕으로 한 디자인이며, 파란색 원 안에 그려져 있는 별은 태평양에 위치한 섬의 자치권을 의미한다.

## 같이 보기
- 니우에의 문장